# Larche (Corrèze)
Larche ist eine französische Gemeinde mit 1654 Einwohnern (Stand 1. Januar 2022) im Département Corrèze in der Region Nouvelle-Aquitaine. Sie war bis 2015 der Hauptort (Chef-lieu) des Kantons Saint-Pantaléon-de-Larche im Arrondissement Brive-la-Gaillarde. Die Bewohner nennen sich Larchois.

## Geografie
Im Nordwesten nimmt die Vézère die Couze auf. Beide Flüsse bilden teilweise die Gemeindegrenze. Im Westen bzw. im Südwesten grenzt Larche an La Feuillade, Les Coteaux Périgourdins im Département Dordogne. Die weiteren Nachbargemeinden sind Saint-Pantaléon-de-Larche im Norden, Lissac-sur-Couze im Osten und Saint-Cernin-de-Larche im Süden.

## Bevölkerungsentwicklung
| Jahr      | 1962 | 1968 | 1975 | 1982 | 1990 | 1999 | 2006 | 2016 |
| --------- | ---- | ---- | ---- | ---- | ---- | ---- | ---- | ---- |
| Einwohner | 734  | 812  | 918  | 1155 | 1322 | 1418 | 1649 | 1595 |

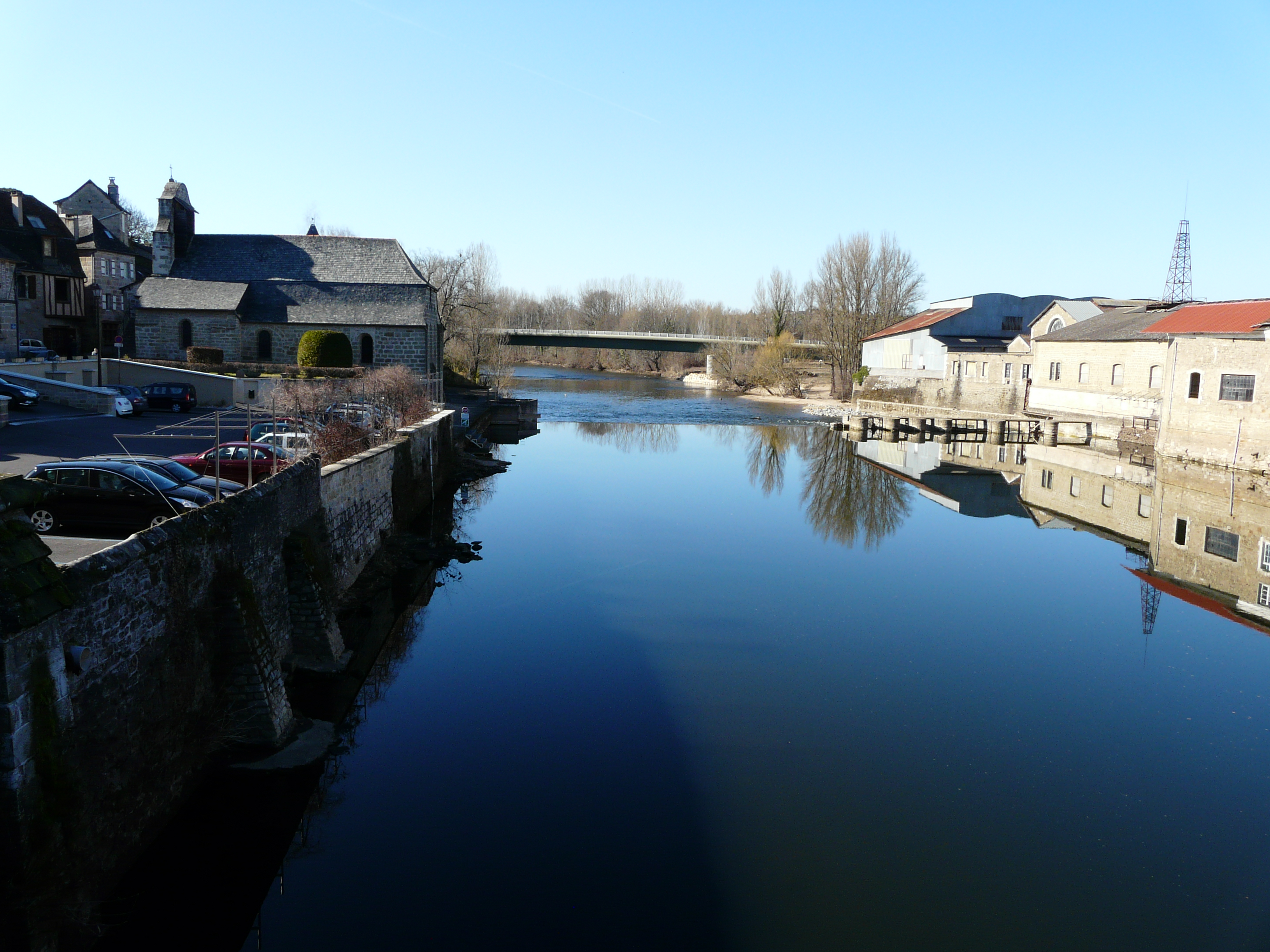
Brücke über die Vézère zwischen Larche und Saint-Pantaléon-de-Larche
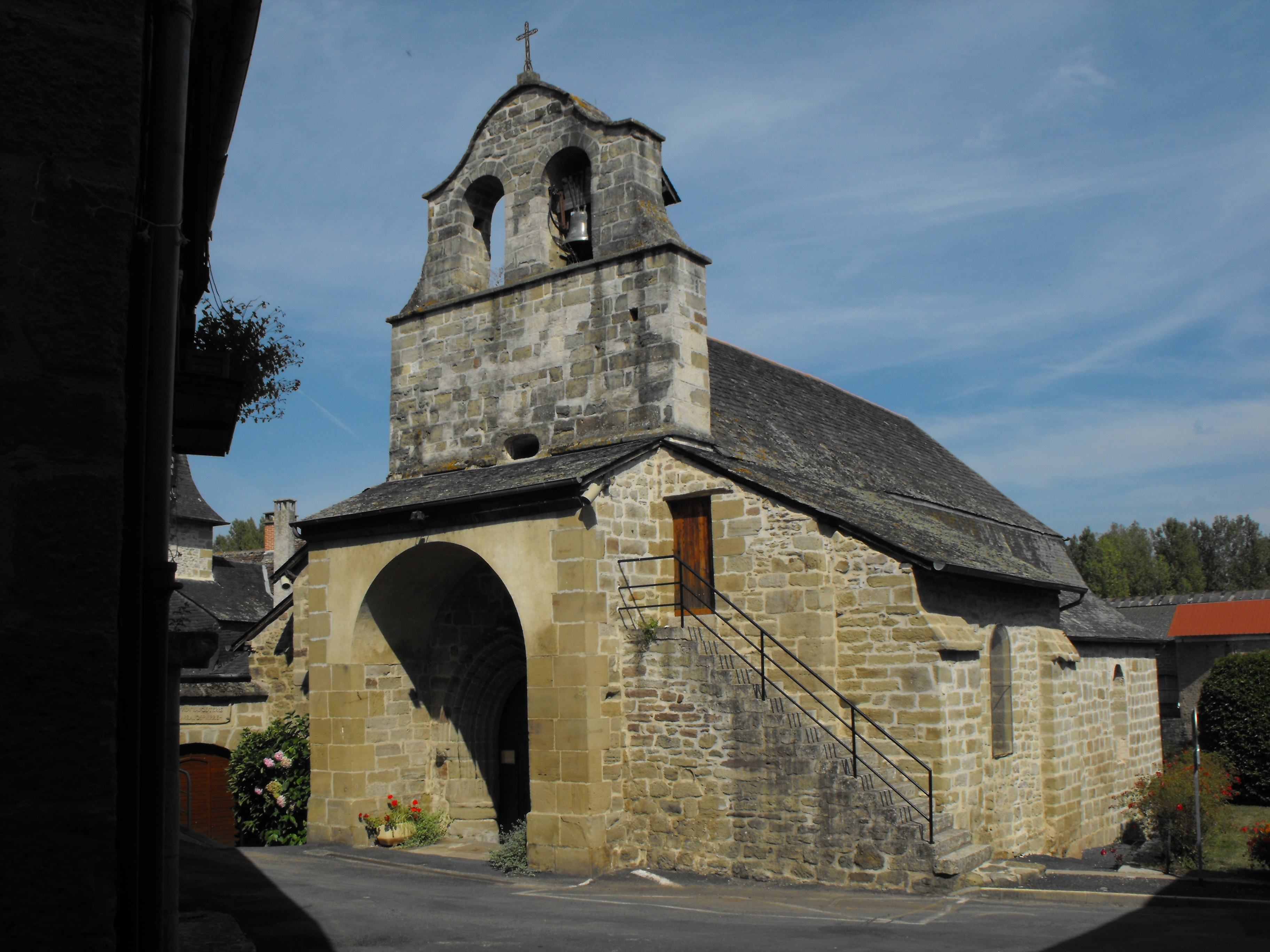
Kirche Saint-Caprais

## Verkehr
Larche liegt an der Bahnstrecke Coutras–Tulle.